# Wladimir Iwanowitsch Jakunin

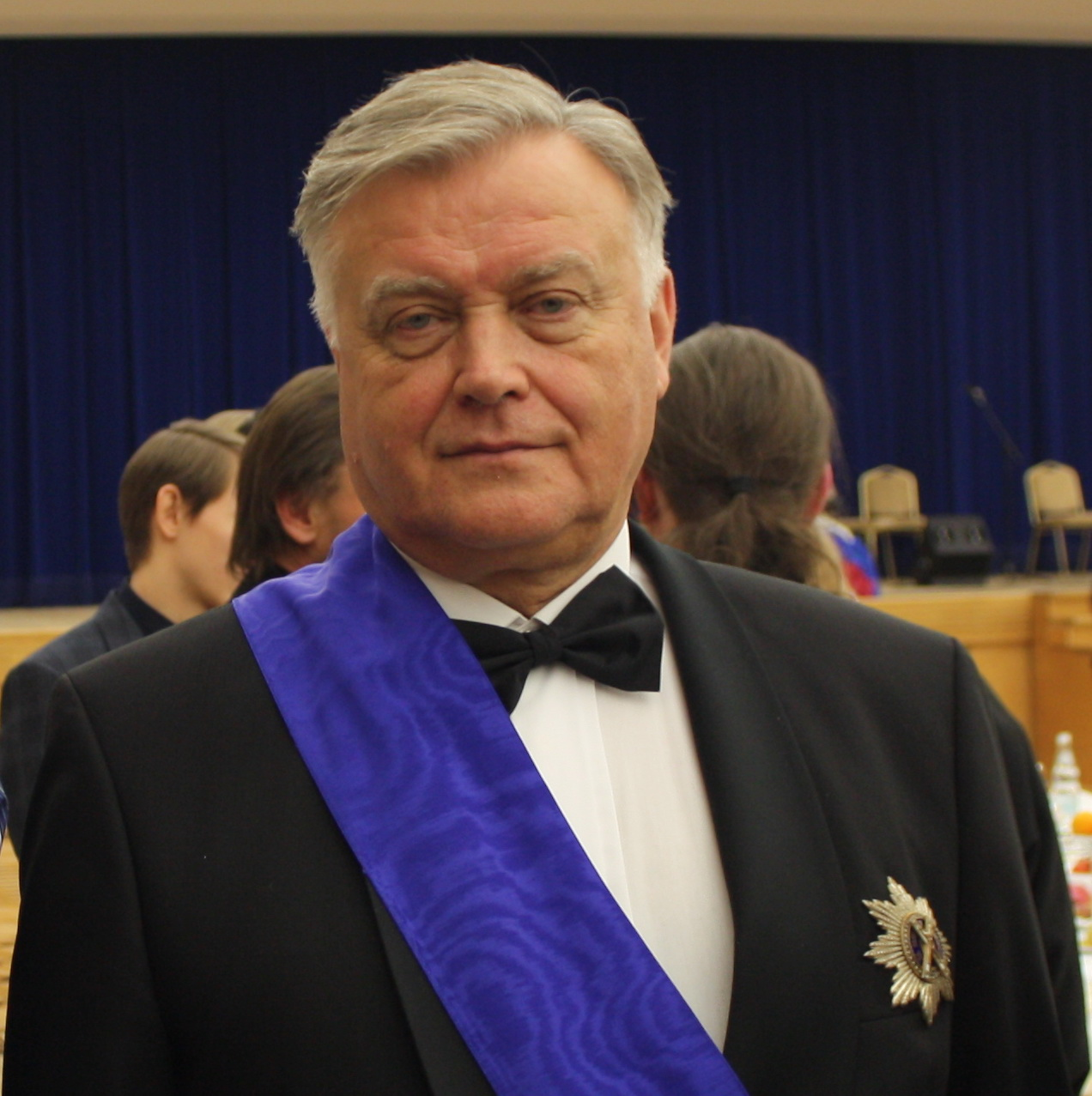
Wladimir I. Jakunin

Wladimir Iwanowitsch Jakunin (russisch Владимир Иванович Якунин; * 30. Juni 1948 in Melenki, Oblast Wladimir) ist ein russischer Unternehmer. Er war von Juni 2005 bis zu seinem Rücktritt im August 2015 Präsident der staatlichen russischen Eisenbahngesellschaft (RŽD).

## Kindheit und Jugend
Jakunin wurde in Melenki, einer Stadt im Kreis Gus-Chrustalnyj der Region Wladimir, geboren. Bis zum Alter von 14 Jahren lebte er in Pärnu (Estland). Sein Vater war Pilot bei den Grenztruppen der Sowjetunion, seine Mutter arbeitete als Buchhalterin. 1964, nach der Entlassung des Vaters aus der Armee, zog die Familie nach Leningrad um, das Jakunin als seine Heimatstadt betrachtet.

## Karriere
1972 schloss Jakunin sein Studium zum Bau von Fluggeräten am Leningrader Mechanischen Institut ab. Als Maschinenbauingenieur spezialisierte er sich auf die Projektierung und Wartung von ballistischen Raketen mit großer Reichweite. Seine berufliche Laufbahn begann er am Staatlichen Institut für Angewandte Chemie, wo er von 1972 bis 1975 arbeitete. 1975 wurde er zum Wehrdienst in die Sowjetarmee eingezogen.
Nach dessen Ableistung arbeitete er von 1977 bis 1982 als leitender Ingenieur in der Verwaltung des Staatskomitees für Außenhandel beim Ministerrat der UdSSR. Von 1982 bis 1985 war er Leiter der Auslandsabteilung am Physikalisch-Technischen Joffe-Institut der Akademie der Wissenschaften der UdSSR. Zwischen 1985 und 1991 gehörte Wladimir Jakunin der sowjetischen diplomatischen Mission bei den Vereinten Nationen an, ab 1988 als erster Sekretär. Anfang 1991 schied er aus dem Staatsdienst aus, wurde Unternehmer und Vorstandsvorsitzender des Business Centers „Internationales Zentrum für wirtschaftliche Zusammenarbeit“.
1997 kehrte er in den Staatsdienst zurück und übernahm die Leitung der Nord-West-Regionalinspektion der Hauptkontrollverwaltung im Präsidialamt der Russischen Föderation. Vom 7. Dezember 2000 bis zum Februar 2002 war Jakunin Stellvertreter des russischen Verkehrsministers Sergej Frank und verantwortlich für die Entwicklung der Handelsflotte sowie den Betrieb der Seehäfen in Russland.
Am 8. Februar 2002 wurde er zum ersten Stellvertreter des Eisenbahnministers Gennadi Fadejew ernannt. Dieses Amt übte er bis zum 22. Oktober 2003 aus. Am 10. Januar 2003 wurde Jakunin zum Wirklicher Staatsrat 1. Klasse der Russischen Föderation befördert.
Am 24. Oktober 2003 wurde Jakunin Vizepräsident der Russische Eisenbahnen AG, an deren Spitze Gennadij Fadejew stand. Die RZD AG war mit dem Regierungsbeschluss Nr. 585 vom 18. September 2003 gebildet worden. Die Gründung des Unternehmens erfolgte im Ergebnis der ersten Etappe der Bahnreform. Am 15. Juni 2005 wurde Wladimir Jakunin zum Chef der Russischen Eisenbahnen berufen (Regierungsverordnung 786-r vom 14. Juni 2005). Im Weiteren wurde er dreimal im Amt bestätigt (Regierungsverordnungen 843-r vom 12. Juni 2008, 987-r vom 10. Juni 2011 und 1606-r vom 25. August 2014). Am 12. Dezember 2012 wurde Jakunin auf der Generalversammlung des Internationalen Eisenbahnverbandes zu dessen Vorsitzenden ernannt. Am 3. Dezember 2014 wurde er einstimmig für eine zweite Amtszeit wiedergewählt.
Im Jahre 2012 wurde Jakunin Präsident des Internationalen Eisenbahnverbandes (UIC); am 26. August 2015 teilte die UIC mit, dass der UIC-Vizepräsident bis zur nächsten Generalversammlung dieses Amt geschäftsführend wahrnimmt.
Am 17. August 2015 kündigte Jakunin seinen Rücktritt von der Leitung der RZD an; er werde als Senator für Kaliningrad kandidieren. Später teilte er mit, doch nicht als Senator fungieren zu wollen. Medwedew hatte im August 2015 Oleg Belosjorow zum neuen RŽD-Präsident ernannt.
Jakunin gilt als Freund des russischen Präsidenten Wladimir Putin. Er wird den Silowarchen zugerechnet. Dem Politologen Stefan Meister zufolge, ist Jakunin innerhalb der russischen Elite einer der „Hauptvertreter eines aggressiven und intoleranten Konservatismus“.

## Wissenschaftliche Tätigkeit
Seit Januar 2006 ist Jakunin wissenschaftlicher Berater und Vorsitzender des Kuratoriums am Zentrum für Problemanalyse und staatlich gemanagte Projektierung bei der Russischen Akademie der Wissenschaften.
2005 hat er seine Dissertation zum Kandidaten der Wissenschaften verteidigt, das Thema lautete „Der Mechanismus der Entwicklung von Geostrategien im heutigen Russland (am Beispiel des Transport- und Eisenbahnwesens)“. Er besitzt einen Doktorgrad in Politikwissenschaften, hat 2007 seine Dissertation zum Thema „Prozesse und Mechanismen bei der Gestaltung der staatlichen Politik im heutigen Russland“ verteidigt. Zu den wissenschaftlichen Werken (Monografien) Jakunins gehören: „Die Entwicklung von Geostrategien in Russland: die Verkehrskomponente“ (2005), „Politologie des Verkehrs: die politische Dimension der Verkehrsentwicklung“ (2006), „Die Entwicklung einer staatlichen Politik im heutigen Russland: Probleme in Theorie und Praxis“ (2006).
Seit Ende 2010 leitet er den Lehrstuhl für staatliche Politik der Fakultät für Politikwissenschaften an der Lomonossow-Universität Moskau. Jakunin ist Gastprofessor an der Handelshochschule Stockholm.

## Stiftungen
Wladimir Jakunin ist Kuratoriumsmitglied am Großen Towstonogow-Dramentheater, Kuratoriumsvorsitzender am Zentrum des nationalen Ruhms und bei der Stiftung St.-Andreas-Fahne. Diese Organisationen finanzieren Projekte in Zusammenhang mit der Tätigkeit der Russisch-Orthodoxen Kirche. Außerdem leitet er das Kuratorium der 2007 gegründeten Kinderhilfestiftung „Breite deine Flügel aus!“, die behinderte, schwerkranke und Waisenkinder finanziell unterstützt.
2016 gründete Jakunin gemeinsam mit dem Göttinger Politikwissenschaftler Peter W. Schulze und dem österreichischen Juristen und ehemaligen Politiker Walter Schwimmer in Berlin das Forschungsinstitut Dialog der Zivilisationen (DOC), dessen Aufsichtsrat er vorsteht. Zum Zeitpunkt seiner Eröffnung hatte das „Forschungsinstitut“ weder eigene Räumlichkeiten noch Wissenschaftler vorzuweisen. Der Tagesspiegel sprach deshalb von einer „Potemkinschen Denkfabrik“. Er gründete ein weiteres Forum, das Jugendforum von Rhodos, das von der Bewegung Youth Time betrieben wird.
Als Redner propagierte Jakunin rechtsnationale Ideen, so Hans-Henning Schröder
Mit anderen Oligarchen hat Jakunin ein ganzes Netzwerk aus Stiftungen sowie Organisationen aufgebaut, viel Geld sei etwa an ultrareligiöse Gruppierungen in Europa geflossen, zum Kampf gegen die Abtreibung.

## Auszeichnungen und Ehrungen
- Verdienstorden für das Vaterland, IV. Klasse (16. Juni 2008) – für den herausragenden Beitrag zur Entwicklung des Bahntransports und langjährige gewissenhafte Arbeit
- Orden der Ehre (10. August 2006) – für den herausragenden Beitrag zur Entwicklung des Bahntransports und langjährige gewissenhafte Arbeit
- Medaille „Für die Entwicklung der Eisenbahn“ (22. Oktober 2007) – für den herausragenden Beitrag zur Entwicklung des Bahntransports und die Errungenschaften bei der Arbeit
- Medaille „Für Verdienste im Kampf“ (Sowjetunion)
- Kommandeur des Ordens des litauischen Großfürsten Gediminas (14. Juni 2002) Ehrenzeichen „Verdienter Eisenbahner der Russische Eisenbahnen AG“
- Orden „Für Verdienste um die Region Altai“, I. Klasse (25. September 2009) – für den herausragenden Beitrag zur sozialökonomischen Entwicklung der Region Altai
- Ehrenzeichen für Verdienste um die Republik Österreich (Österreich, 2011)
- Wirtschaftsbeziehungen zwischen der Republik Kirgisien und der Russischen Föderation Orden „Danaker“ (Kirgisien, 21. Juni 2006) – für den herausragenden Beitrag zu den Wirtschaftsbeziehungen zwischen der Republik Kirgisien und der Russischen Föderation
- Orden der Freundschaft (Aserbaidschan, 2009) – für besondere Verdienste bei der Festigung der Zusammenarbeit und der bilateralen Beziehungen zwischen Aserbaidschan und Russland
- Großoffizier des Verdienstordens der Italienischen Republik (9. Juni 2011, Italien) – für den Beitrag zur Entwicklung der kulturellen, ökonomischen und politischen Beziehungen zwischen Russland und Italien
- Orden der Ehre (Armenien) – für den bedeutenden Beitrag zur Festigung und Entwicklung der Zusammenarbeit zwischen der Republik Armenien und der Russischen Föderation auf wirtschaftlichem Gebiet
- Orden des Heiligen Fürsten Daniel von Moskau, I. Klasse (Russisch-Orthodoxe Kirche, 2008)
- Orden des Heiligen Andrej Rubljow, I. Klasse (Russisch-Orthodoxe Kirche, 2009)
- Orden des Heiligen Seraphim von Sarow, II. Klasse (Russisch-Orthodoxe Kirche, 2005)
- Orden „Al-Fahr“, I. Klasse (Muftirat Russlands, 2008) – für den bedeutenden Beitrag zur Entwicklung und Festigung der Idee des Dialogs der Zivilisationen, die Verbreitung der Ideale eines friedlichen Miteinanders der Völker und religiösen Traditionen, sowie zum 60. Geburtstag
- St.-Sava-Orden, I. Klasse (Serbisch-Orthodoxe Kirche, 17. Dezember 2005) – für aktive Liebe zum serbischen Brudervolk und zur Serbisch-Orthodoxen Kirche
- Ritterorden vom Heiligen Grab zu Jerusalem (Griechisches Patriarchat von Jerusalem, 2004) – für den herausragenden Beitrag zur Entwicklung des Dialogs der Zivilisationen und Völker sowie zum panorthodoxen Gebet „Betet für den Frieden von Jerusalem“
- Orden der Heiligen Kyrill und Methodius (Orthodoxe Kirche der Tschechischen Länder und der Slowakei, 2009) – für den Beitrag zur Festigung der Freundschaft zwischen den Völkern Russlands, Tschechiens und der Slowakei
- Großkreuz des Zivilverdienstordens (Spanien, 9. August 2012) – für herausragende Verdienste um die Festigung der bilateralen Beziehungen zwischen Russland und Spanien
- Goldmedaille der Gesellschaft La Renaissance francaise (25. Juni 2012) – für den Beitrag zur Entwicklung und Festigung der Beziehungen zwischen Russland und Frankreich
- Kommandeur des Ordens der Heiligen Apostel Peter und Paul (Griechisch-Orthodoxes Patriarchat von Antiochia, 2010) – für das Schaffen zum Wohle der Orthodoxen Kirche
- Orden des Heiligen Innokenti, II. Klasse (Orthodoxe Kirche in Amerika, 2010)
- Ehrenurkunde der Regierung der Russischen Föderation (30. Juni 2008) – für den herausragenden persönlichen Beitrag zur Gewährleistung eines effektiven Betriebs des Bahntransports und langjährige gewissenhafte Arbeit
- Pawel-Melnikow-Medaille (Verkehrsministerium Russlands, 2005) – für den herausragenden persönlichen Beitrag zur Entwicklung des Transportwesens in Russland
- Medaille „Für Unterstützung bei der Umsetzung spezieller Programme“ (GUSP, 2009) – für die hervorragende Organisation der Arbeit zur Ausführung des Präsidentenerlasses „Fragen der Mobilisierung der Russischen Föderation“
- Medaille „90 Jahre Transportmiliz“ (Verkehrspolizei beim Innenministerium Russlands, 2009) – für den gewichtigen Beitrag zum Schutz der öffentlichen Ordnung und im Zuge des 90. Jahrestages der Bildung von Stellen für innere Angelegenheiten im Transportwesen
- Internationaler Preis für „Glaube und Treue“ der St. Andreas Stiftung (2000) – für den Beitrag zur Festigung der russischen Staatlichkeit und die aktive Teilnahme an der Errichtung des Zentrums des nationalen Ruhms
- Auszeichnung für „gesellschaftliche Arbeit im Interesse des Gemeinwohls“ der britischen Organisation GCGI (Globalization for the Common Good Initiative)
- Regierungspreis auf dem Gebiet von Wissenschaft und Technik
- Ehrenlegion – die ranghöchste Auszeichnung Frankreichs
- Orden der Freundschaft, II. Klasse (Kasachstan, 2011)

Im Oktober 2007 wurde Jakunin das Ehrenzeichen „Verdienter Eisenbahner der Russische Eisenbahnen AG“ verliehen.

## Sanktionen
Am 20. März 2014 wurde Jakunin auf die Sanktionsliste nach der Krimannexion durch Russland der US-Regierung gesetzt, die eine Antwort auf Russlands Hybridkrieg in der Ukraine waren. Das bedeutet ein Einreiseverbot in die USA, das Einfrieren aller dortigen Vermögenswerte Jakunins sowie ein Verbot von Geschäftsbeziehungen von Bürgern und Unternehmen der USA mit Jakunin und seinen Unternehmen.